# Nikita Alexandrowitsch Karmajew
Nikita Alexandrowitsch Karmajew (russisch Никита Александрович Кармаев; * 17. Juli 2000 in Slawjansk-na-Kubani) ist ein russischer Fußballspieler.

## Karriere
Karmajew begann seine Karriere beim FK Krasnodar. Im Januar 2017 wechselte er zu Afips Afipski. Im Januar 2018 wechselte er in die Jugend von Achmat Grosny. Im März 2020 stand er im Cup gegen Zenit St. Petersburg erstmals im Profikader von Achmat. Für diese debütierte der Innenverteidiger im September 2020 in der Premjer-Liga, als er am neunten Spieltag der Saison 2020/21 gegen Ural Jekaterinburg in der 82. Minute für Wladimir Iljin eingewechselt wurde. Bis Saisonende kam er zu fünf Einsätzen für Grosny.
Zur Saison 2021/22 wurde Karmajew an den Zweitligisten FK Kuban Krasnodar verliehen. Für Kuban kam er insgesamt zu 15 Einsätzen in der Perwenstwo FNL, in denen er ein Tor erzielte. Zur Saison 2022/23 wurde Karmajew an den Drittligisten Rotor Wolgograd weiterverliehen.